# Софі Вільмес
Софі Вільмес (фр. Sophie Wilmès; нар. 15 січня 1975, Іксель) — бельгійська політична діячка, економістка. Прем'єр-міністерка Бельгії з 27 жовтня 2019 до 1 жовтня 2020, перша жінка на цій посаді. Заступниця прем'єр-міністра та Міністр закордонних справ з 2020 до 2022 року.

## Біографія
Софі Вільмес виросла в містечку Гре-Дуасо у Валлонії. Її батько, Філіпп Вільмес, був членом ради директорів Національного банку.
Вільмес закінчила Інститут соціальних комунікацій, вивчала фінансовий менеджмент в Університеті Сен-Луї (Брюссель).
Була економічною та фінансовою радницею юридичної фірми, працювала в Європейській комісії.

## Політична діяльність
З 2000 до 2005 року — муніципальна радниця в Уккелі. З 2007 до 2014 року — перший олдермен міста Сінт-Генезіус-Роде.
З 2014 до 2015 року провінційна радниця провінції Фламандський Брабант. 2014 року обрана до Палати представників.
З 2015 до 2019 року міністерка бюджету в уряді Шарля Мішеля. Член партії «Реформаторський рух».
27 жовтня 2019 року обійняла посаду прем'єр-міністра Бельгії, ставши першою жінкою на цій посаді.
1 жовтня 2020 року обійняла посаду заступниці прем'єр-міністра та Міністра закордонних справ в уряді Александра де Кроо, ставши першою жінкою на цій посаді.
21 квітня оголосила, що йде у тривалу відпустку задля того, аби піклуватися про чоловіка, у якого діагностували рак мозку. Прем'єр-міністр Александер де Кроо повідомив, що він тимчасово обійме посаду міністра закордонних справ замість Вільмес.
14 липня 2022 року подала у відставку з посади міністерки закордонних справ та заступниці прем'єр-міністра.

## Особисте життя
У 2002 році одружилася з австралійським бізнесменом і колишнім футболістом Крісом Стоуном. Народила тьрох доньок: Вікторія, Шарлотта та Елізабет. Від попередніх стосунків у Стоуна є син Джонатан.
Незабаром після закінчення терміну перебування на посаді прем'єр-міністра, 17 жовтня 2020 року, написала в Твіттері, що вона позитивна на COVID-19. 22 жовтня була госпіталізована в реанімацію в стабільному стані. 30 жовтня виписана з лікарні.
У липні 2022 року Вільмес оголосила, що йде у відставку з уряду, щоб доглядати за чоловіком, у якого діагностували рак мозку.